# Val-de-Travers NE
| NE ist das Kürzel für den Kanton Neuenburg in der Schweiz. Es wird verwendet, um Verwechslungen mit anderen Einträgen des Namens Val-de-Travers zu vermeiden. |

Val-de-Travers ist eine politische Gemeinde im Schweizer Kanton Neuenburg.
Sie ist am 1. Januar 2009 aus der Fusion von Boveresse, Buttes, Couvet, Fleurier, Les Bayards, Môtiers, Noiraigue, Saint-Sulpice und Travers entstanden. Der Sitz der Gemeindeverwaltung befindet sich in Fleurier.

## Geographie

Luftbild von Walter Mittelholzer (1919)

Das Gebiet der Gemeinde belegt den östlichen Teil des Val de Travers, das von der Areuse durchflossen wird.
Nachbargemeinden von Val-de-Travers sind La Côte-aux-Fées, Les Verrières, La Brévine, Les Ponts-de-Martel, Brot-Plamboz, Rochefort, Boudry und La Grande Béroche im Kanton Neuenburg, weiter Fontaines-sur-Grandson, Fiez, Provence, Tévenon und Mauborget im Kanton Waadt, sowie Pays-de-Montbenoît und Les Alliés im angrenzenden Frankreich.

## Geschichte
Am 3. April 2007 haben sich die Gemeindeparlamente einstimmig für die Fusion aller elf Gemeinden des damaligen Bezirks Val-de-Travers entschieden. Die Vorlage über den Zusammenschluss wurde den Stimmberechtigten am 17. Juni 2007 unterbreitet. Da sich die Gemeinden Les Verrières und La Côte-aux-Fées gegen den Zusammenschluss ausgesprochen hatten, konnte die Fusion vorerst nicht stattfinden. Ein neues Projekt, das eine Fusion der anderen neun Gemeinden unter diesem Namen zum Ziel hat, wurde per 1. Januar 2009 umgesetzt.

### Ehemalige Gemeindewappen

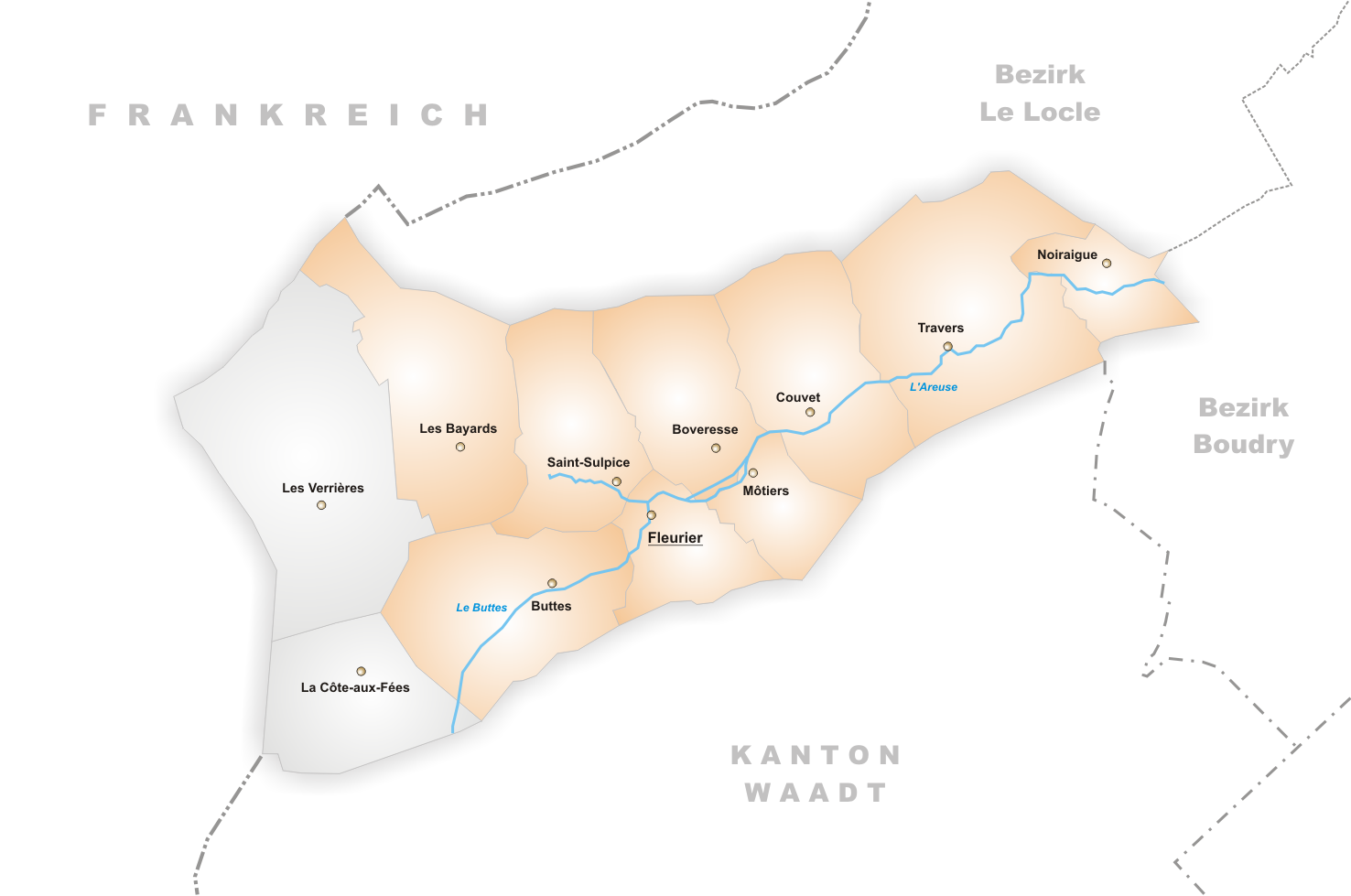
Die Fusionsgemeinden im Val de Travers

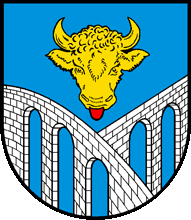
Wappen von Boveresse
Wappen von Buttes
Wappen von Couvet
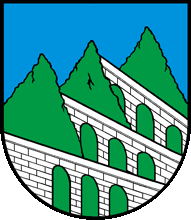
Wappen von Fleurier
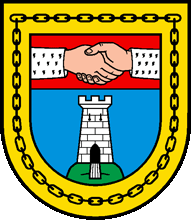
Wappen von Les Bayards
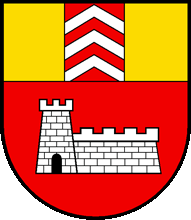
Wappen von Môtiers
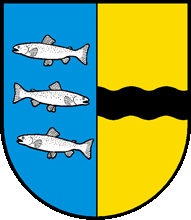
Wappen von Noiraigue
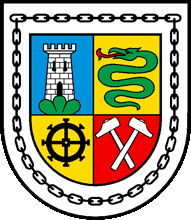
Wappen von Saint-Sulpice
Wappen von Travers

## Sehenswürdigkeiten
- Creux du Van
- Chapeau de Napoléon
- Areuseschluchten
- Schloss von Môtiers
- Stiftskirche von Môtiers
- Museum der Asphaltminen von Couvet
- Maison Petitpierre in Boveresse

## Politik
- POP: 2
- Grüne: 3
- SP: 10
- GLP: 1
- AGORA: 2
- FDP: 17
- SVP: 6

Legislative ist der conseil général (Generalrat), der vom Stimmvolk alle vier Jahre gewählt wird, zuletzt am 5. Juni 2016. Für die Legislatur 2020–2024 setzt er sich wie folgt zusammen: FDP 17 Sitze (2016:14, 2012: 17), SP 10 Sitze (2016: 13, 2012: 14), SVP 6 Sitze (2016: 9, 2012: 6), GPS 3 Sitze (2016: 3, 2012: 2), POP 2 Sitze (2016: 2, 2012: 2), Groupe AGORA 2 Sitze (2016 und 2012 nicht kandidiert) und glp 1 Sitz (2016 und 2012 nicht kandidiert).
Die Exekutive wird durch den fünfköpfigen conseil communal (Gemeinderat) gebildet. Er wird ebenfalls auf vier Jahre von der Legislative gewählt. Zurzeit setzt er sich aus drei Vertretern der FDP und zwei Sozialdemokraten zusammen.
Die Stimmenanteile der Parteien anlässlich der Nationalratswahl 2019 betrugen:  FDP 26,1 %, SVP 21,1 %, SP 17,1 %, GPS 15,7 %, PdA/Sol 10,5 %,  glp 6,1 %, CVP 3,1 %.

## Gesundheitswesen
Im Ortsteil Couvet befindet sich das öffentliche Spital mit 24-Stunden-Versorgung. Es gehört zum Klinikverbund Hôpitaux neuchâtelois (frz. für: Neuenburger Krankenhäuser).